# Parmotrema pontagrossense
Parmotrema pontagrossense är en lavart som först beskrevs av Eliasaro & Adler, och fick sitt nu gällande namn av O. Blanco, A. Crespo, Divakar, Elix & Lumbsch. Parmotrema pontagrossense ingår i släktet Parmotrema och familjen Parmeliaceae.   Inga underarter finns listade i Catalogue of Life.